# Seeschlacht von Santa Cruz (1657)
Die Seeschlacht von Santa Cruz vom 30. April 1657 fand während des Englisch-Spanischen Krieges (1655–1660) in der Bucht von Santa Cruz de Tenerife statt. Die Schlacht war keine Seeschlacht im engen Sinn. Die Kampfhandlungen fanden im Hafen statt. Die Spanier verteidigten sich vor allem durch die Befestigungsanlagen an Land. Der englischen Flotte gelang es, durch den Einsatz von 28 schwer bewaffneten Kriegsschiffen, 14 – nicht mit Kanonen bewaffnete – Handelsschiffe, die ihre Ladung gelöscht hatten, und zwei bewaffnete Kriegsschiffe zu versenken.

## Vorgeschichte

### Die Angreifer

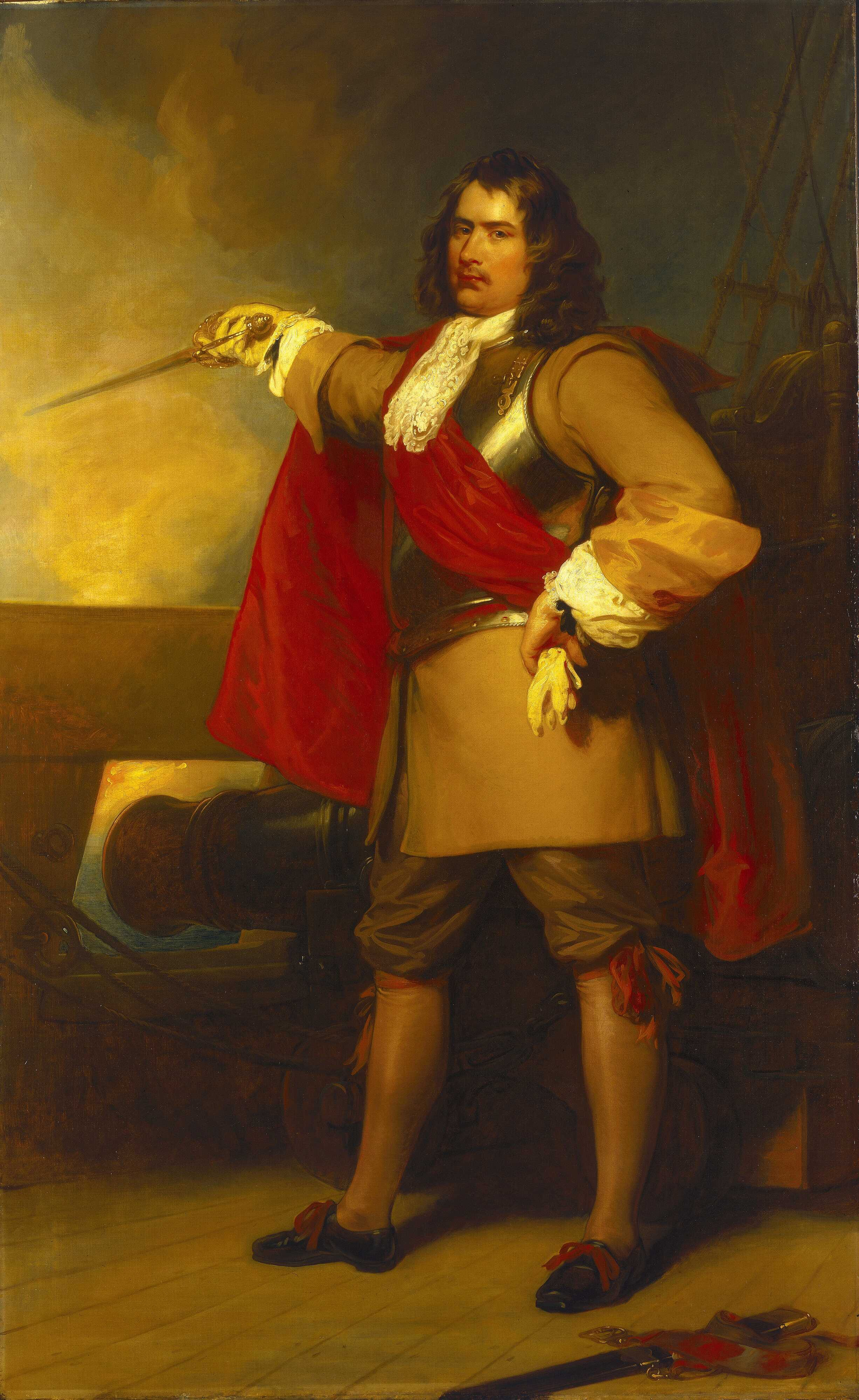
Robert Blake

Der Englisch–Spanische Krieg war ein militärischer Konflikt zwischen dem Commonwealth of England und dem Königreich Spanien in den Jahren 1655 bis 1660. Im Jahr 1655 hatte die Englische Flotte unter dem Kommando von General at Sea Robert Blake den Hafen von Cádiz belagert in der Hoffnung, die aus Amerika kommenden Schiffe der Silberflotte abzufangen. Da die Silberflotte in diesem Jahr aber nicht abgefahren war, blieb das Unternehmen erfolglos. Im Jahr 1656 segelte eine aus acht Schiffen bestehende Silberflotte von Havanna in Richtung Cadiz. Am 19. September griff ein Geschwader der Englischen Marine unter Kapitän Richard Stayner die Schiffe an, kurz bevor diese ihr Ziel erreicht hatten. Zwei spanische Schiffe wurden versenkt, zwei Schiffe verbrannten, zwei Schiffe konnten mit ihrer Ladung von den Engländern erobert werden. Der Wert dieser Ladung wird von englischer Seite mit 3 000 000 Pfund angegeben. Zwei Schiffe erreichten den Hafen von Cadiz. Die Belagerung des Hafens von Cadiz durch die Englische Flotte wurde das ganze Jahr 1656 über fortgesetzt.
Als Blake Ende des Jahres 1656 erfuhr, dass ein Teil der spanischen Silberflotte von Havanna in Richtung der Kanarischen Inseln aufgebrochen war, segelte er mit einer Flotte aus 28 Schiffen nach Süden. Am 28. April war die Insel Teneriffa in Sicht. Die englischen Schiffe waren jeweils mit wenigstens 30 Kanonen ausgestattet. Einige Schiffe verfügten über mehr als 60 Geschütze.

### Die Verteidiger
Verlauf der Fahrt des spanischen Konvois
Am 10. März 1656 verließ ein Geleitzug der Silberflotte, der aus 28 Schiffen bestand, den Hafen von Cadiz mit dem Ziel Veracruz. Kommandeur der Flotte war der Generalkapitän Diego Egües y Beaumont, sein Stellvertreter Admiral José Centeno. Bei den Schiffen handelte es sich um vier Kriegsgaleonen, ein Nachrichtenschiff (Patache) und vier Handelsschiffe, die mit zwölf Kanonen ausgerüstet waren und außer der normalen Schiffsbesatzung 50 Infanteristen an Bord hatten. Der Rest waren normale, unbewaffnete Handelsschiffe. Ab dem 25. Juni wurden die Schiffe in Veracruz ent- und beladen.
Die Abreise nach Havanna verzögerte sich durch schlechtes Wetter und immer neue Nachrichten über englische Schiffe in den Gewässern vor Kuba. Am 30. August begannen einige Schiffe der Flotte die Rückreise nach Spanien, während die anderen Schiffe in Amerika überwintern sollten. Am 24. Dezember 1656 verließ die Flotte Havanna. Das Ziel war nicht wie sonst üblich Cadiz. Da der Hafen von einer englischen Flotte blockiert war, sollten die Schiffe die Kanarischen Inseln anlaufen und dort auf weitere Instruktionen warten.
Am 18. Februar 1657 war La Palma in Sicht. Die Flotte lief die Bucht von Santa Cruz de Tenerife an. Der Generalkapitän der Kanarischen Inseln, Don Alonso Dávila y Guzmán empfahl dem Kommandanten der Flotte, Don Diego de Egües y Beaumont, die Fracht zu entladen und im Castillo de San Cristóbal in Sicherheit zu bringen. Diego de Egües ging auf diesen Vorschlag vorerst nicht ein, sondern verließ am 26. Februar die Insel in Richtung des spanischen Festlands. Vor Gran Canaria wurde die Flotte von einem Unwetter überrascht, konnte sich aber mit geringen Schäden zurück nach Santa Cruz de Tenerife retten. Da es neue Nachrichten darüber gab, dass eine englische Flotte von mehr als 60 Schiffen vor der andalusischen Küste kreuzte, beschlossen die Verantwortlichen der Flotte und der Hafenverteidigung, die Ladung der Schiffe im Castillo de San Cristóbal zu lagern. Die Schiffe der Silberflotte hatten auf ihrer Rückfahrt von Amerika üblicherweise nicht nur Silber, sondern auch Gold, Perlen, Edelsteine, Leder und Felle, Indigo, Zucker, Koschenille und Tabak geladen.
In einem Brief, den Diego de Egües y Beaumont von Teneriffa an den König schrieb, wies er darauf hin, dass die Schiffe gegen einen Angriff durch eine größere Flotte nicht verteidigt werden könnten. Er hoffte offenbar auf eine Verstärkung, die es ermöglichen sollte, die Ladung sicher zum spanischen Festland zu transportieren.
Der Hafen von Santa Cruz de Tenerife zur Zeit des Angriffs

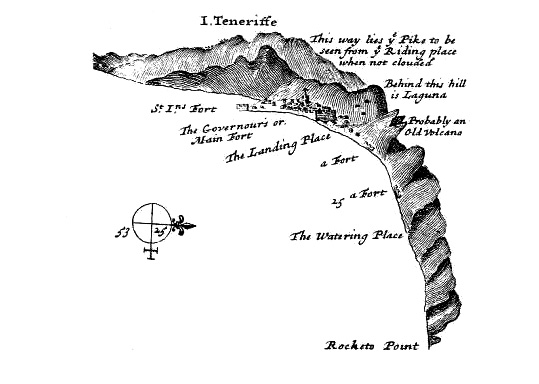
Darstellung der Bucht von Santa Cruz de Tenerife aus dem Jahr 1699

Santa Cruz de Tenerife war im Jahr 1657 ein kleiner Ort mit 230 Bürgern, was etwa 1.000 Einwohner bedeutet. Der Hafen diente als Fischerhafen und als Umschlagplatz für Güter der Stadt San Cristóbal de La Laguna. Alle Vorgänge wie Handel, Vertragsabschlüsse, Verzollung usw. fanden in La Laguna statt. Die Hauptexporthäfen der Insel waren damals Garachico und Puerto de la Orotava. Der Hafen von Santa Cruz de Tenerife bestand aus einer nach Osten offenen Bucht und einer Mole, an der die Ruderboote anlegen konnten, mit denen die Seeschiffe be- und entladen wurden. Es gab keine Kaianlage, an der Seeschiffe hätten anlegen können. Die Mole wurde vom Castillo San Cristóbal geschützt.
Der Hafen von Santa Cruz de Tenerife war zu der Zeit trotz seiner geringen wirtschaftlichen Bedeutung der militärisch am besten ausgerüstete Hafen auf den Kanarischen Inseln. Dies ist unter anderem darauf zurückzuführen, dass der 1650 ernannte Generalkapitän der Kanarischen Inseln Alonso Dávila y Guzmán, der seinen Amtssitz von Gran Canaria nach La Laguna verlegt hatte, sich um die Erneuerung und den Neubau der Verteidigungsanlagen besonders in Santa Cruz de Tenerife bemüht hatte.
Die wichtigste Verteidigungsanlage, das Castillo de San Cristóbal, war mit 19 Kanonen bestückt. Die beiden anderen Castillos, San Juan und Paso Alto, verfügten über sieben bzw. acht Kanonen. Zwischen diesen Festungsanlagen befanden sich Geschützstände (Baterías) mit zusammen 41 Kanonen. Während des englischen Angriffs wurden weitere 24 Kanonen von Land aus eingesetzt. Diese Kanonen waren von den Handelsschiffen geholt und im nordöstlichen Teil der Verteidigungslinie eingesetzt worden. Es handelte sich also um insgesamt 99 Geschütze. Davon waren aber einige aufgrund ihres schlechten Zustandes nicht in der Lage an den Kampfhandlungen teilzunehmen. An anderer Stelle wird nur von 64 Geschützen ausgegangen.
Zur Zeit des Angriffs lagen außer den zwei Kriegsschiffen und den neun Handelsschiffen der Silberflotte fünf weitere Handelsschiffe im Hafen.

## Verlauf der Kampfhandlungen
Am Montag, dem 30. April 1657, erreichte ein Nachrichtenschiff aus Gran Canaria den Hafen von Santa Cruz de Tenerife. Es brachte dem Capitán General den Hinweis, dass 33 Schiffe der englischen Flotte unter Admiral Blake sich auf dem Weg nach Teneriffa befänden. Da die Flotte allerdings bereits am Samstag, dem 28. April von der Insel aus gesichtet worden war, waren die Miliztruppen der Insel schon alarmiert. Am Sonntag schien sich die Flotte vor dem Anaga-Gebirge, der nordöstlichen Spitze der Insel zu befinden. Alle Infanterie- und Kavallerieeinheiten der Insel wurden in Richtung Santa Cruz in Marsch gesetzt. Zu Beginn des Angriffs sollen sich 6.000 Milizsoldaten aus allen Teilen der Insel in Santa Cruz befunden haben. Da aber nur einzelne der Milizsoldaten mit Schusswaffen ausgerüstet waren, nahmen sie an den Kämpfen nicht teil. Sie waren zur Abwehr einer befürchteten Invasion in den Hafen gebracht worden.
Nach Absprache mit seinen Kapitänen ordnete Blake an, dass zwölf Schiffe unter dem Befehl von Kapitän Stayner (der bereits den Angriff auf die Silberflotte vor Cadiz erfolgreich geleitet hatte) die im Hafen von Santa Cruz de Tenerife ankernde spanische Flotte angreifen und versenken, und dann der Rest der englischen Flotte die Befestigungsanlagen an Land beschießen sollten.
Gegen acht Uhr morgens lief eine Schwadron, angeführt von der Speaker, dem Schiff von Kapitän Stayner, von Nordosten in die Bucht von Santa Cruz de Tenerife ein. Sie wurde von den neuen Verteidigungsanlagen El Bufadero und Valle Seco ohne sichtbaren Erfolg beschossen. Auch Gewehrsalven von Land hatten offenbar keinen Effekt. Die Schwadron ankerte von Land aus gesehen hinter den in der Bucht liegenden spanischen Schiffen. Die englischen Schiffe feuerten Breitseiten gegen die Handelsschiffe und die zwei Galeonen ab. Die Hafenbefestigungen hielten sich mit dem Geschützfeuer zurück, da die englischen Schiffe durch die spanischen Handelsschiffe verdeckt waren. Die nur durch Infanteriesoldaten geschützten spanischen Handelsschiffe hatten gegen die mit einer Vielzahl von Kanonen ausgestatteten englischen Angreifer keine Chance, vier von ihnen strandeten, drei gerieten in Brand, zwei Schiffe (ein Schiff der Silberflotte und ein Schiff, das bereits vorher im Hafen lag) wurden von den Engländern vorerst gekapert, der Rest wurde versenkt.
Zwischen elf und zwölf Uhr liefen die restlichen Schiffe der englischen Flotte in die Bucht ein und beschossen die Verteidigungsanlagen am Strand und die zwei immer noch feuerkräftigen spanischen Kriegsschiffe. Ein Versuch der Seeleute der Speaker, das spanische Flaggschiff zu erobern, schlug fehl. Durch den Beschuss der Angreifer fingen die zwei spanischen Galeonen Feuer und verbrannten bzw. explodierten, nachdem auch die Pulvermagazine Feuer gefangen hatten. Es gab später auch Behauptungen, dass die Spanier die Schiffe selbst angezündet hätten, um sie nicht in die Hand der Engländer fallen zu lassen.
Nach starkem Beschuss durch die Kanonen an Land waren mehrere englische Schiffe stark beschädigt. Das Schiff von Kapitän Stayner die Speaker, hatte alle Masten verloren und konnte sich nicht aus eigener Kraft auf die offene See zurückziehen, so dass es von anderen Schiffen geschleppt werden musste. Erst nach mehrfacher Aufforderung durch Blake gaben die Seeleute den Versuch auf, die zwei gekaperten spanischen Schiffe aus der Bucht zu schleppen. Die Schiffe wurden schließlich verbrannt. Aufgrund des immer noch starken Beschusses durch die Küstenbatterien zog sich die englische Flotte auf das offene Meer zurück. Gegen Einbruch der Dunkelheit hatten schließlich alle englischen Schiffe die Bucht verlassen.

## Folgen der Aktion
Die Angaben über die Verluste auf beiden Seiten weichen stark voneinander ab. Nach englischen Berichten gab es auf den englischen Schiffen 50 Tote und 120 Verletzte. Nach anderen Angaben soll es etwa 500 Tote und Verletzte gegeben haben. Einige Schiffe waren zwar beschädigt, konnten aber nach einigen Reparaturen die Rückfahrt zur spanischen Westküste antreten.
Die Verluste an Land waren offenbar sehr gering. Es werden Zahlen von drei bis fünf Toten und wenigen Verletzten angegeben. An den Befestigungsanlagen, besonders am Castillo de Paso Alto, wurden erhebliche Schäden angerichtet.
Wie viele Opfer es auf den spanischen Schiffen gegeben hat, ist nicht genau überliefert. Es wird von 300 bis 500 Toten und Verletzten ausgegangen.
Die Nachricht über den Sieg der englischen Flotte wurde in den ersten Tagen des Juni 1657 in England mit großer Genugtuung aufgenommen. Das Parlament beschloss dem siegreichen General at Sea Robert Blake ein Schmuckstück im Wert von 500 £ zu schenken. Das Geschenk konnte Blake allerdings nicht mehr in Empfang nehmen. Er starb am 27. August 1657 auf dem Rückweg nach England, kurz bevor sein Flaggschiff, die George, den Hafen von Plymouth erreichte.
Auch die Leistungen von Diego Egües y Beaumont, dem Kommandanten der Silberflotte, wurden gewürdigt. König Philipp IV. gewährte ihm eine Encomienda mit Einnahmen von 2.000 Dukaten. Dem Admiral José Centeno wurde eine Encomienda mit Einnahmen von 1.500 Dukaten gewährt. Diego Egües y Beaumont wurde im Jahr 1661 zum Gouverneur und Generalkapitän von Neugranada ernannt. Der Capitán General de Canarias, Alonso Dávila y Guzmán, der die Verteidigung an Land geleitet hatte, wurde im Jahr 1659 Mitglied des Consejo del Supremo de Guerra (des Obersten Kriegsrats Spaniens).
Die Ladung der Schiffe lagerte weiterhin im Castillo de San Cristóbal und gelangte im März 1658 im Hafen von Santa María auf dem Festland an.
Das Wappen der Stadt Santa Cruz de Tenerife zeigt – auch heute noch – drei Löwen, die die drei abgewehrten englischen Angriffe (1657, 1706 und 1797) symbolisieren. Robert Blake wurde zusammen mit John Jennings und Horatio Nelson als einer der drei britischen Löwen im Wappen der Sehr treuen, edlen und siegreichen Stadt Santa Cruz de Santiago de Tenerife dargestellt.

## Einschätzung der Militäraktion
Das Ziel und damit der Erfolg der Militäraktion wird unterschiedlich interpretiert:
- Einerseits wird ein recht niedrig gestecktes Ziel darin gesehen, die Zahlungsunfähigkeit des spanischen Königs dadurch zu verursachen, dass keine Edelmetall-Lieferungen für Madrid eingingen. Um dieses Ziel zu erreichen, wäre der Angriff nicht nötig gewesen, da bereits durch die Abriegelung der spanischen Küste keine Lieferungen nach Madrid gelangten. Darüber hinaus beabsichtigte Diego de Egües, ohne Ladung nach Amerika zurückzufahren.[18]
- Ein etwas höher gestecktes Ziel wird in der Kaperung der Schätze gesehen, egal ob sie sich auf den Schiffen oder an Land befinden sollten. Dafür, dass zumindest dieses Ziel angestrebt wurde, spricht nach Rumeu de Armas die Tatsache, dass die englische Flotte, nachdem alle spanischen Schiffe zerstört waren, weitere sechs Stunden die Verteidigungsanlagen an Land beschoss.[19]
- Als ein darüber hinaus angestrebtes Ziel könnte die Eroberung der Insel Teneriffa als englischen Stützpunkt gewesen sein. Ein solches Ziel hatten die Engländer zwei Jahre vorher bei der Militäroperation Western Design auf der Insel Hispaniola nicht erreicht. Allerdings wurde die Insel Jamaika von englischen Truppen erobert. Dass dieses Ziel vermutet wurde, wird aus der Antwort Don Diegos auf die Forderung von Robert Blake, sich zu ergeben, geschlossen. Er äußerte, dass die Engländer, wenn sie sich nähern würden, mit der gleichen Münze bezahlt würden wie in Hispaniola.[20]